# Suzana Frashëri
Suzana Frashëri z d. Rrapaj (ur. 28 lutego 1954 w Tiranie) – albańska śpiewaczka operowa (sopran).

## Życiorys
W latach 1969–1973 uczyła się w klasie wokalnej liceum artystycznego Jordan Misja w Tiranie. W latach 1973–1977 studiowała w Instytucie Sztuk w Tiranie, pod kierunkiem Gjoniego Athanasa i Juliana Bajesu. W 1979 zdobyła główną nagrodę w konkursie Młode Głosy, organizowanym dla początkujących wokalistów albańskich. W latach 1985–1987 ukończyła studia podyplomowe w rzymskiej Akademii Muzycznej, pod kierunkiem prof. Valerio Paperiego.
W roku 1976 została mianowana solistką Zespołu Artystycznego Armii Albańskiej. Z tym zespołem zaśpiewała ponad 3000 koncertów. Oprócz koncertów w Albanii, występowała także we Włoszech, Grecji, Macedonii, Izraelu i Pakistanie. W jej repertuarze oprócz arii operowych znalazły się także pieśni ludowe. W zbiorach telewizji albańskiej znajduje się ponad 150 filmów z występów Suzany Frashëri. Część z tych nagrań znalazła się na płycie CD, wydanej w roku 1999.
W 1987 rozpoczęła pracę w Instytucie Sztuk w Tiranie. Od stycznia 2000 sprawuje tam funkcję kierownika katedry sztuki wokalnej. Prowadziła także zajęcia z uczniami liceum artystycznego Jordan Misja w Tiranie. Jest autorką podręcznika z zakresu techniki wokalnej (Baza teknike vokale dhe elemente e saj).
W 1993 zdobyła w Grecji prestiżową nagrodę Balcanica. Za swoją działalność artystyczną została odznaczona w 1984 przez władze Albanii – Orderem Naima Frashëriego. Zasiada w jury konkursu dla śpiewaków operowych im. Marii Kraja, odbywającego się corocznie w Tiranie.